# Carlo Stella
Carlo Stella (ur. 4 listopada 1910 w Turynie, zm. 23 grudnia 2000) – włoski polityk, samorządowiec i działacz rolniczy, parlamentarzysta krajowy, poseł do Parlamentu Europejskiego.

## Życiorys
Z zawodu rolnik. Działał w stowarzyszeniu drobnych rolników, był członkiem jego władz krajowych oraz szefem w Turynie i regionie. Zasiadł w turyńskiej izbie handlowej, a w 1960 został szefem centrum szkoleń zawodowych w tym mieście.
Zaangażował się w działalność polityczną w ramach Chrześcijańskiej Demokracji. Znalazł się we władzach DC w prowincji Turyn, objął w nich funkcję zastępcy sekretarza. Od 1951 do 1960 zasiadał w radzie miejskiej Turynu, następnie do 1965 był członkiem rady prowincji Turyn. W latach 1963–1979 sprawował mandat posła do Izby Deputowanych IV, V, VI i VII kadencji, był sekretarzem przewodniczącego tego gremium. W 1979 kandydował do Parlamentu Europejskiego, mandat uzyskał 5 stycznia 1982 w miejsce Benigno Zaccagniniego. Przystąpił do Europejskiej Partii Ludowej, należał do Komisji ds. Stosunków Gospodarczych z Zagranicą.